# 스콧 리치먼드
스콧 대니얼 리치먼드(영어: Scott Daniel Richmond, 1979년 8월 30일 ~ )는 전 대만 프로 야구 EDA 라이노스의 투수이다. 2013년에 롯데 자이언츠와 계약했으나, 시즌 시작 직전 부상으로 인하여 정규리그에 등판하지 못하고 퇴출되었다.

## 롯데 자이언츠시절
2010년부터 2012년까지 롯데 자이언츠 선발 투수로 활약하다 방출된 라이언 사도스키의 자리를 대신해, 2012년 12월 16일 롯데 자이언츠와 맺었다. 특이하게도 계약 기사가 나기도 전에 자신의 페이스북을 통해 계약했다는 사실을 인증하였다. 하지만 스프링캠프 중 무릎 부상으로 퇴출되었다. 그의 대체 선수로 크리스 옥스프링이 영입된다.